# Naqdūz
Naqdūz (persiska: نقدوز, Nīāz, نياز) är en ort i Iran.   Den ligger i provinsen Östazarbaijan, i den nordvästra delen av landet, 500 km nordväst om huvudstaden Teheran. Naqdūz ligger 1 011 meter över havet och antalet invånare är 418.
Terrängen runt Naqdūz är kuperad åt nordost, men åt sydväst är den bergig. Naqdūz ligger nere i en dal.Runt Naqdūz är det ganska tätbefolkat, med 56 invånare per kvadratkilometer. Närmaste större samhälle är Chol Qeshlāqī, 13,0 km norr om Naqdūz. Trakten runt Naqdūz består till största delen av jordbruksmark.